# Chutes de Tamarin
Les chutes de Tamarin sont des chutes d'eau mauriciennes situées au sud-ouest du plateau le plus élevé de l'île Maurice, les plaines Wilhems. D'une hauteur de 250 mètres, elles sont situées dans la dernière partie de forêt indigène de l'île. Cette forêt est classée au patrimoine mauricien.